# Белведере на Клаусберг
Белведере на Клаусберг (на немски: Belvedere auf dem Klausberg)  е белведере, построено на хълма Клаусберг през 1770–1772 г. в северозападния край на парка Сансуси в град Потсдам (Германия), от което се разкрива красива гледка над околния пейзаж.
Самата дума белведере е заемка от италиански: belvedere и означава именно „хубава гледка“.
Съблюдавайки специфичните изискванията лично на пруския крал Фридих Велики, майсторът строител Георг Кристиан Унгер изготвя проектна скица за архитектурната конструкция. В резидентния град Потсдам, където по онова време са живели пруските крале и германски императори, Белведере на Клаусберг представлява първият тухлен белведер и последната сграда в известния паркСансуси (световно наследство на ЮНЕСКО), която е построена през периода на Фридрих Велики.
Белведере на Клаусберг се управлява от публичноправната Фондация „Пруски дворци и градини Берлин-Бранденбург“ и е обект на световното наследство на ЮНЕСКО като част от културния пейзаж „Берлин-Потсдам“.

## История
След завършването на Новия дворец през 1769 г. Фридрих II планира да разкраси околността. В северните покрайнини на парка Сансуси се започват работи извън ареала на парка с цел разработването им за градинарско ползване. На южния склон на хълма Клаусберг са засадени лозе и овощни дървета, които снабдявали кралския двор с плодове. За архитектурно облагородяване били предвидени няколко сгради, от които са построени обаче само две – Белведере и Драконовата къща, построенна едновременно с него. Освен декоративната си функция в парка, Белведере изпълнявало и функцията, съответстваща на името му, а именно – предоставяне на красива гледка към парка Сансуси, хълмистия пейзаж, изпълнен с езера, и град Потсдам.
Към края на Втората световна война сградата била почти напълно разрушена. Тя била опожарена при артилерийски обстрел през април 1945 г. и в следващите десетилетия била съвсем леко укрепена, колкото да не рухне. Едва в хода на Обединението на Германия от 1990 г., мюнхенската фондация „Месершмит“ решава още същата година да финансира реконструкцията на сградата като принос към обединението на Германия. Освен външния вид на сградата се реставрира до голяма степен и нейният интериор. Днес горната зала отново блести в предишното си великолепие с своята мраморна щукатура, таванна живопис по купола и дъбов паркет. След завършване на реставрационните работи по екстериора и възстановяването на горната зала, Белведере е предаден обратно на Фондация „Пруски дворци и градини Берлин-Бранденбург“ през 2002 г.

## Архитектура
Като вдъхновителен пример за архитектурните скици на белведерето, изготвени от Георг Кристиан Унгер, служи един чертеж на италианския археолог Франческо Бианкини, публикуван през 1738 г. в неговия труд  „Относно двореца на цезарите“ (на италиански: Del Palazzo de´ Cesari). В труда си Бианчини прави опит да реконструира цезарския дворец на хълма Палатин в древен Рим. Той подкрепя труда си само със сведения от древни писатели, архитектурни останки (руини) и изображението на една храмоподобна сграда с фонтан върху монета, която се намирала на Големия пазар (на латински: macellum magnum; наричан също Императорски пазар – на латински: macellum augusti) в Рим, построенa по времето на император Нерон. Античната монета показва една открита кръгла постройка със сводест покрив, заобиколена от колони, към която от двете ѝ страни се допират открити колонади. Именно това изображение от античната монета, реконструирано от археолога Бианкини, служи на архитекта Унгер като вдъхновение за постройката на Белведере.
- Реконструктивна рисунка на Императорския пазар в Рим, служила като вдъхновение за строежа на Белведере на Клаусберг, 1738 г. Използвана е овалната сграда в средата.
- Рекунструктивна рисунка на Императорския дворец в Рим. Долу в средата е постройката, служила за образец на Белведере на Клаусберг
- Римска монета с храмоподобната сграда с фонтан, послужила като образец за Белведере на Клаусберг
- Римска монета с храмоподобната сграда с фонтан, послужила като образец за Белведере на Клаусберг

### Външен дизайн
Подобно на храмоподобна сграда с фонтан от римската античност, Белведере на Клаусберг също е построено с кръгъл етажен план. Долната част на сградата е заобиколена от двадесет йонийски колони, поставени върху подиум (цокъл). Те от своя страна поддържат двадесет коринтски колони, разположени отгоре на втория етаж. От запад и изток към сградата са прикрепени балкони, носени от колоните. Горният етаж е снабден с купол и е заобиколен от балюстрада с двадесет статуи на богове от древната митология, които придават на сградата визуално още по-голяма височина. Статуите от пясъчник първоначално са изработени в работилниците на различни скулптори, но между 1990 и 1994 г. частично са  заменени с копия. На всеки етаж са разположени по освен сводести френски прозорци, които допринасят за осветяването с дневна светлина на двете зали, разположени н една над друга на двата етажа на сградата.
Външната фасада, която е проектирана със структурираща мазилка на долния етаж и загладена мазилка на горния етаж, е украсена с лаврови гирлянди и релефи на ангели, носещи атрибути на различни науки. С цел осигуряване на достъп за ремонтни дейности, горният обход е снабден със стълбище, което води до купола. Преди стълбището е било направено от дърво, но през 1858 г. е заменено с вита стълба, изработена от чугун.
Първоначално S-образното открито стълбище от северната страна е преправено през 1839 г. в подковообразна форма, след като щети от влага наложили саниране на сградата. Вътрешната част на стълбищната носеща конструкция е снабден с вентилационни отвори, сводести прозорци и врати. По време на цялостно второ обновяване на зданието през 1903 г., Вилхелм II разпорежда създаването на малка кухня и помощение за престой на прислугата, както и на санитарни помещения, внедрени във вътрешната част на стълбищната носеща конструкция (т. е. под стълбището), за да може императорското семейство да си организира малки приятни престои в сградата с красивата гледка.

### Вътрешен дизайн
Долната кръгла зала все още не е възстановена след разрушаването ѝ през 1945 г. При нейното украсяване през XVIII век тя е била устроена със стенна ламперия (облицовка) от бял и сив силезийски мрамор, а стенните пространства между и над френските прозорци били с ламперия от червен яспис. Сивите мраморни плочи на пода били в средата на залата с форма на осемлъчева звезда, която била заобиколена от кръгла зона с трапецовидно изрязани плочи. Тези благородни, полирани камъни придавали на залата особен блясък. Украсата на сводестия таван била заимствана от звездния мотив на пода, и представлявала апликация от мраморен имитат от мазилка, обрамчен с форми, които по дължината си се стеснявали в посока на центъра на тавана. Семплото мебелно обзавеждане се състояло от шестнадесет дърворезбовани позлатени трапезни стола с червени кожени тапецерии на седалките.
В горната реставрирана кръгла зала стените са измазани с бледо зелен (селадон) мраморен имитат от мазилка, който в зависимост от падането на светлината блести в бледо синьо. Позлатени гипсови орнаменти обрамчват френските прозорци. Подът е покрит с паркет от различни дървесина, разположена в трапецовидна шарка.  Таванна живопис, изобразяваща облаци и различни птици, нарисувана някога от Карл Кристиан Вилхелм Барон (* 1737 г.; † след 1775 г.) и Фридрих Вилхелм Бок, също е успешно възстановена благодарение на една черно-бяла снимка. Дизайнът на горната зала засилвал усещането, че се намираш на голяма височина. Както и в долната зала, мебелировката тук се състоеяла само от шестнадесет дърворезбовани позлатени трапезни стола, чиито седалки били тапицирани със зелена сафянска кожа, за да съответства на цвета на стените.

## Уеб връзки
- Фондация „Пруски дворци и градини Берлин-Бранденбург“: Белведере на Клаусберг (на немски и английски език)